# 肯尼思·丘嫩
肯尼思·丘嫩（英語：Herbert Kenneth Kunen，1943年8月2日—2020年8月14日），美国數學家，威斯康辛大學麥迪遜分校名譽教授，研究領域為集合論和其在各數學領域（如集合論拓撲學和測度論）中的應用。丘嫩也研究非結合代數系統（如擬群），且使用Otter之類的電腦軟體來推導定理。

## 生平
本科就读于加州理工學院，1968年获史丹佛大學哲學博士学位，导师为达纳·斯科特。后在威斯康辛大學麥迪遜分校工作。1970年晋升副教授，1972年晋升教授。2008年夏退休。
2020年8月14日逝世。

## 部份出版品
- The Foundations of Mathematics. College Publications, 2009.  ISBN 978-1-904987-14-7.
- Set Theory: An Introduction to Independence Proofs. North-Holland, 1980. ISBN 0-444-85401-0.
- (co-edited with Jerry E. Vaughan). Handbook of Set-Theoretic Topology. North-Holland, 1984. ISBN 0-444-86580-2.

## 外部連結
- 肯尼思·丘嫩的個人首頁 （页面存档备份，存于）